# آبیشک کاپور
آبیشک کاپور (انگلیسی: Abhishek Kapoor؛ زادهٔ ۶ اوت ۱۹۷۱) کارگردان فیلم و فیلم‌نامه‌نویس اهل هند است.
وی همچنین برندهٔ جوایزی همچون جایزه فیلم‌فیر بهترین داستان شده‌است.

## فیلم‌شناسی
| سال  | فیلم                     | کارگردان | نویسنده | یادداشت     |         |
| ---- | ------------------------ | -------- | ------- | ----------- | ------- |
| ۱۹۹۵ | Aashique Mastane         | نه       | نه      | بازیگر      |         |
| ۱۹۹۷ | Uff! Yeh Mohabbat        | نه       | نه      | بازیگر اصلی |         |
| ۲۰۰۰ | شکار                     | نه       | نه      | بازیگر اصلی |         |
| ۲۰۰۶ | آریان                    | آری      | آری     |             |         |
| ۲۰۰۸ | راک آن!!                 | آری      | آری     |             |         |
| ۲۰۱۳ | کای پو چی!               | آری      | آری     |             |         |
| ۲۰۱۶ | وسواس                    | آری      | آری     | تهیه‌کننده   |         |
| ۲۰۱۶ | راک آن ۲                 | نه       | آری     |             |         |
| ۲۰۱۸ | کدارنات                  | آری      | آری     | تهیه‌کننده   |         |
| ۲۰۲۱ | Chandigarh Kare Aashiqui | آری      | آری     | تهیه‌کننده   | Filming |